# 山田悦子
山田 悦子（やまだ えつこ、1964年（昭和39年） - ）は、日本のテキスタイルデザイナー。嵯峨美術短期大学版画科卒業。京都府京都市出身。

## 経歴
京都府京都市出身。京都市立紫野高等学校卒業。嵯峨美術短期大学版画科卒業。1985年（昭和60年）よりテキスタイルデザイナーとしての活動をはじめ、風呂敷を使ったデザインを専門としている。1993年（平成5年）からはテーブルコーディネーターとしても活動する。
2005年（平成17年）に山田繊維を立ち上げ、同年に京都和文化研究所のアートディレクターに就任。2006年（平成18年）にMOTTAINAI-Lab研究員に就任。

## 著書
- 『まいにち、ふろしき』（誠文堂新光社、2006年）
- 『風呂敷つつみ―A Complete guide to Furoshiki』（バナナブックス、2007年）
- 『初めてのふろしきレッスン』（小学館、2007年）
- 『大和撫子のふろしき生活一週間』（辰巳出版、2007年）
- 『風呂敷つつみ―A Complete guide to Furoshiki（新装版）』（バナナブックス、2011年）